# Latènezeitliches Brandgräberfeld Dausfeld
Koordinaten: 50° 13′ 34″ N, 6° 26′ 27″ O
Das Latènezeitliche Brandgräberfeld Dausfeld ist ein latènezeitliches Grabfeld im Stadtteil Dausfeld der Stadt Prüm im Eifelkreis Bitburg-Prüm in Rheinland-Pfalz.

## Beschreibung
Es handelt sich um ein latènezeitliches Brandgräberfeld nördlich von Dausfeld wenig westlich der Prüm.
Das Gräberfeld lässt sich in die Zeit zwischen dem 5. Jahrhundert bis 1. Jahrhundert v. Chr. einordnen.

## Archäologische Befunde

### Allgemeines und Ustrina
Im Jahre 1939 wurden bei Erdarbeiten erstmals an dieser Stelle zwei Brandgräber entdeckt. Es fanden sich zahlreiche Beigaben, die detailliert dokumentiert wurden. Rund 2,5 m nordöstlich des zweiten Grabes stieß man zudem auf eine dicke Holzkohleschicht im Boden. Mittlerweile geht man hierbei von einem Verbrennungsplatz, also einer Ustrina aus.

### Brandgrab 1
Unter den Beigaben in Grab 1 fanden sich zwei Bronzefibeln, die nur noch in Fragmenten erhalten geblieben sind, eine Keramikschale mit eingebogenem Rand sowie ein Wirbelknochen, dessen Ursprung unklar ist. Anhand der Fragmente der Fibeln konnte eine als bogenförmige Hülsenscharnierfibel mit einem unterteilten und durchbrochenen Bügel bestimmt werden. Bei der zweiten handelt es sich um eine Schlüsselfibel mit recht breitem Fuß. Die Zeitstellung ist nicht eindeutig geklärt.

### Brandgrab 2
Unter den Beigaben in Grab 2 fand sich ebenfalls eine Schale, zudem ein tonnenförmiges Gefäß mit ebenfalls eingebogenem Rand sowie zwei Töpfe. Einer weist eine besonders steile Wandung, der andere einen abgesetzten Schrägrand auf. Neben der Keramik fand man auch in diesem Grab wieder zwei Bronzefibeln, ähnlich denen in Grab 1, wobei hier keine eindeutige Beschreibung und Zuordnung gemacht werden kann. Schließlich war unter den Funden noch eine Eisenschere zu beobachten.

## Erhaltungszustand und Denkmalschutz
Die Brandgräber wurden bei den Erdarbeiten beschädigt und sind nach den anschließend durchgeführten Untersuchungen nicht mehr vor Ort erhalten. Heute befindet sich das Gräberfeld innerhalb einer Waldfläche.
Das Gräberfeld ist als eingetragenes Kulturdenkmal im Sinne des Denkmalschutzgesetzes des Landes Rheinland-Pfalz (DSchG) unter besonderen Schutz gestellt. Nachforschungen und gezieltes Sammeln von Funden sind genehmigungspflichtig, Zufallsfunde an die Denkmalbehörden zu melden.